# アレッサンドロ・ディアマンティ
アレッサンドロ・ディアマンティ（Alessandro Diamanti, 1983年5月2日 - ）は、イタリア・プラート出身の元サッカー選手、現サッカー指導者。元イタリア代表。現役時代のポジションはミッドフィールダー。

## 経歴

### プラート
1999年に生まれ故郷のクラブであるACプラートでデビュー。エンポリFCやACFフィオレンティーナへのレンタル移籍を経験した後、2004年にUCアルビーノレッフェに共同保有権が譲渡される。同チームで1シーズン半プレーした後、2006年にプラートが保有権を買い戻した。2006-07シーズンは3シーズン振りに復帰した古巣でセリエC2を舞台に戦い、31試合で15得点を挙げた。

### リヴォルノ
この活躍が認められ、2007年夏にセリエAのASリヴォルノ・カルチョへ完全移籍。1年目から14試合に先発し12試合で途中出場したが、クラブは最下位に終わりセリエBへ降格。2年目はリーグ戦とカップ戦で計39試合に出場して20得点を挙げるなど攻撃の中心を担い、クラブのセリエA復帰の原動力となった。これによりインテルナツィオナーレ・ミラノをはじめとする国内外のクラブの注目を集め、2009年夏の移籍市場でその動向が注目された。

### ウェストハム
2009-10シーズン開幕直後に同胞のジャンフランコ・ゾラが率いるプレミアリーグのウェストハム・ユナイテッドFCに5年契約で完全移籍。サポーターによるシーズンMVP投票ではスコット・パーカーに次ぐ2位に選ばれたが、ゾラが解任されたこともあり1年で国内復帰を決意する。

### ブレシア
2010年夏の移籍市場でブレシア・カルチョに移籍。移籍金は220万ユーロ（約2億4000万円）。32試合に出場しアンドレア・カラッチョロに次いでチーム内2位の6得点を挙げたが、クラブはリーグ19位でシーズンを終えセリエBに降格した。

### ボローニャ
2011年夏の移籍市場でボローニャFCに共同保有権が譲渡され、2011－12シーズンは同クラブでプレーすることになった。2012年4月12日のカリアリ・カルチョ戦では決勝点となるフリーキックを決め、クラブの1部残留を手繰り寄せた。なお、このゴールを祝う際にユニフォームを脱いで愛妻へのメッセージが書かれたアンダーシャツを見せたが、この行為でイエローカードを受けている。

### 広州恒大
2014年2月7日、中国スーパーリーグ・広州恒大足球倶楽部への移籍が発表された。

### フィオレンティーナ
2015年1月10日、広州恒大足球倶楽部から半年レンタル、200万ユーロで完全移籍のオプション付きでACFフィオレンティーナに移籍することが発表された。2014-15シーズン途中に加入で公式戦15試合に出場して2ゴールを記録していたが、完全移籍には至らなかった。

### ワトフォード
2015年8月17日、イングランドのワトフォードFCへレンタル移籍をした。

### アタランタ
2016年1月13日、ワトフォードへのレンタルを予定を早め終了し、アタランタBCにレンタル移籍した。

### パレルモ
2016年8月29日、パレルモへとフリーで移籍した。契約期間は2年間であったが、2017年8月に契約を解除した。

### ペルージャ
パレルモ退団以降、無所属の状態が続いたが、2018年2月17日、セリエBのペルージャ・カルチョと契約した。背番号は21番。

### リヴォルノ復帰
2018年7月13日、リヴォルノへ9年振りに復帰することが発表された

### ウェスタン・ユナイテッド
2019年7月26日、2019-20シーズンからAリーグ参入のウェスタン・ユナイテッドとマーキープレーヤーとして1年契約したことを発表した。背番号は23番。
2023年4月24日、4月29日のパース・グローリーFC戦を最後に現役を引退することを表明した。

## 代表歴

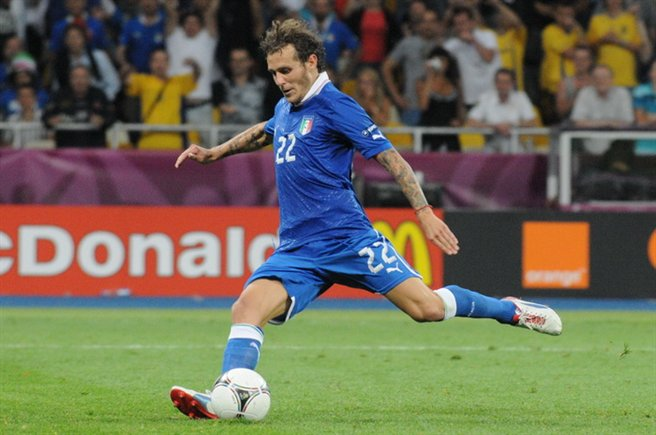
EURO 2012準々決勝イングランド戦でイタリアの勝利を決めたディアマンティのPK

2010年11月17日、ルーマニアとの親善試合でイタリア代表デビューを果たし、前半のみで退いた。
代表歴わずか1キャップで予選にも出場していなかったが、チェーザレ・プランデッリ監督によりEURO2012のメンバーに抜擢される。グループリーグ第3戦のアイルランド戦に途中出場すると、コーナーキックからマリオ・バロテッリのゴールをアシストした。準々決勝のイングランド戦でも後半にアントニオ・カッサーノとの交代で出場。延長戦ではクロスがポストを叩く惜しい場面を演出し、PK戦では5人目のキッカーを任されると落ち着いてこれを決め、チームの準決勝進出に貢献した。
FIFAコンフェデレーションズカップ2013の3位決定戦、ウルグアイ戦で代表初得点を挙げた。
しかし、2014年ブラジルW杯では、プランデッリ監督が国外組の招集に消極的なこともあり、2014年2月に中国に移籍したために本大会メンバーから落選した。

## 指導歴
選手引退から間もない2023年7月12日にAリーグ・メンのメルボルン・シティFCのシニアアカデミーコーチに就任した。

## プレースタイル
トップ下（トレクァルティスタ）でのプレーを得意とする左利きのファンタジスタ。好不調の波は激しいが、運動量豊富で創造性も確かと評される。キックの精度が高く、流れの中からでも無回転シュートを放つことができる。

## タイトル
広州恒大
- 中国スーパーリーグ : 2014